# Долня Битня
Долня Битня (словен. Dolnja Bitnja) — поселення в общині Ілірська Бистриця, Регіон Нотрансько-крашка, Словенія. Висота над рівнем моря: 392,2 м.